# Claire Bennet
Claire Bennet egy kitalált szereplő a Hősök (Heroes) című televíziósorozatban, akit Hayden Panettiere alakít. A sorozat első 23 részében ő az egyetlen, aki mindegyik epizódban megjelenik az eredeti színésznő által megformálva.

## Háttér
|  | Alább a cselekmény részletei következnek! |

Ő egy 16 éves gimnáziumi tanuló és pomponlány, aki a Union Wells Gimnázium tanulója. Nevelőszüleivel és fogadott öccsével a texasi Odessában él.
Az élete jelentősen megváltozik, amikor felfedezi, hogy egy olyan képesség birtokában van, ami lehetővé teszi számára, hogy teste szinte bármilyen sérülés után azonnal regenerálódjon.

### Alternatív jövő
Öt évvel a robbanás után a különleges képességű embereket üldözik, szaporodásukat tiltják, mozgásukat korlátozzák. Ezért Mr. Bennettnek köszönhetően Claire a texasi Midlandben kezdett új életet. Itt Sandra néven ismerik, egy kis bárban dolgozik pincérnőként, és eljegyezte magát a hely egy másik alkalmazottjával, Andy-vel. Miután a jövőbeli Hiro Bennettől kér segítséget és tud róla, hogy a lány életben van, a férfi ellátogat a vendéglőbe, ahol Claire dolgozik, és közli vele hogy nincs biztonságban Texasban, mivel valaki tudomást szerzett róla. Claire elutasítja a költözés gondolatát, hiszen az eddigi öt évet végig meneküléssel töltötte és szeretne végre normális életet élni. 
Nevelőapja látogatása után azonban mégis megkéri Andy-t hogy hagyják el a várost. Bár csak később tudhatja meg hogy miért, Andy mégis beleegyezik a furcsa ötletbe. Röviddel ezután feltűnik Matt Parkman, hogy elvigye Claire-t a vér szerinti apjához, Nathan Petrellihez, aki azóta az Amerikai Egyesült Államok elnöke lett. Rövid beszélgetésük során azonban kiderül, hogy Nathan Petrelli nem más, mint Sylar, aki megöli Claire-t és elveszi a képességét.